# ЗРАК «Донець»
«Донець» — самохідний зенітний ракетно-артилерійський комплекс, розроблений українським державним заводом ім. Малишева і призначений в основному для експортних поставок.
ЗРАК «Донець» є комбінацією модернізованої башти від радянської ЗСУ-23-4 «Шилка» і шасі ОБТ Т-80УД. Крім танка Т-80У, базою для самохідного ЗРАК «Донець» можуть служити шасі російських танків Т-54/55, Т-62, Т-72, а також танків подібного типу китайського виробництва.

## Історія
У 1999 році Україна продемонструвала зенітну ракетно-артилерійську систему «Донець», створену на базі однієї з наймасовіших зенітних самохідних установок «Шилка». Розробником системи є Харківський завод ім. Малишева.
Зрак «Донець» являє собою комбінацію модернізованої вежі від ЗСУ-23-4 і шасі дизельного танка Т-80УД, який серійно випускається в Харкові. Зовні башти, по її боках встановлені два спарених транспортно-пускових контейнера з ракетами від ЗРК «Стріла-10М» . Ракети, які мають автономну систему пасивного самонаведення, здатні вражати повітряні цілина на дальності до 4500 м і висоті 3500 м. Артилерійська частина «Шилки», що складається з чотирьох 23-мм зенітних гармат, залишена без змін, однак боєкомплект збільшено з 2000 до 4000 набоїв.
Передбачалося, що «Донець» буде експортуватися, в основному, в ті країни, які вже придбали харківські основні бойові танки Т-80УД (Т-84).
Раніше Україна пропонувала інший варіант модернізації ЗСУ-23-4 «Шилка», який також пропонує і Росія. Нову «Шилку» пропонується оснастити чотирма пусковими установками зенітних ракет ПЗРК «Ігла». Але в серію ЗРАК «Донець» так і не пішов.

## Опис
Артилерійська частина «Шилки» залишилась без змін, складається з двох спарених 23-мм. зенітних автоматів АЗП-2М
Для збільшення внутрішнього об'єму корпус шасі зроблено вищим, у танку Т-80УД. Праворуч в кормі корпусу встановлена допоміжна силова установка, яка забезпечує роботу всіх систем машини при заглушеному основному двигуні. На дорогах з твердим покриттям 35-тонний ЗРАК «Донець» розвиває максимальну швидкість 65 км./год., а по пересіченій місцевості — до 40 км./год.
Незважаючи на те що на даху башти залишилась РЛС виявлення і супроводу цілі, замість старої системи керування вогнем «Донець» оснащено новою цифровою СКВ. Встановлено також системи навігації і передачі даних.
Екіпаж ЗРАК «Донець» складається з трьох чоловік. Штатний склад батареї «Донців» — шість бойових машин і одна машина керування (також на шасі Т-80УД), оснащена трьохкоординатною РЛС, яка дає повну картину повітряної обстановки. Інформація про ціль, як від власної РЛС, так і від зовнішніх джерел цілевказання, може транслюватися на бойові машини. Максимальна відстань передачі інформації — 2500 м.

### Озброєння
- Два спарених 23-мм. зенітні автомати АЗП-2М
- Два спарених транспортно-пускових контейнера з ракетами від ЗРК «Стріла-10М»

### Прицільні пристосування
Незважаючи на те, що на даху башти залишилася антена РЛС виявлення та стеження, замість старої системи керування вогнем, машина оснащена новою цифровою комп'ютерною системою, засобами передачі даних і системою навігації.

### Відмінні особливості
- Збільшений боєкомплект кулеметів з 2000 до 4000 патронів
- Ефективний радіус дії артилерійської частини становить 2500 м.
- Використання ракет, що мають автономну систему пасивного самонаведення, здатні вражати повітряні цілі на дальності до 4500 м і висоті 3500 м.
- Використання нового шасі, яке має кращі характеристики